# Nihal
Nihal (Beta de la Llebre / β Leporis) és el segon estel més brillant en la constel·lació de la Llebre, després d'Arneb (α Leporis). De magnitud aparent +2,81, es troba a 159 anys llum del Sistema Solar. El seu nom prové de l'àrab An-Nihal i significa «els camells sadollant la seva set».
Nihal és un gegant lluminós grocde tipus espectral G5II, amb una temperatura superficial de 5209 K és una mica menor que la del Sol. Posseeix una lluminositat 165 vegades major que la lluminositat solar i el seu radi és 16 vegades més gran que el radi solar. És una font emissora de raigs X, la qual cosa suggereix que té activitat magnètica. Amb una massa 3,5 vegades major que la del Sol, es troba en una etapa de ràpida evolució amb un nucli estable d'heli; en menys d'un milió d'anys augmentarà la seva lluentor abans de començar la fusió de l'heli en carboni i oxigen. La seva edat actual s'estima en 240 milions d'anys. Encara que en línies generals la seva composició química és similar a la del Sol, mostra certes peculiaritats, com l'enriquiment en elements de les terres rares (itri, praseodimi, neodimi i samari).
Nihal és un estel binari, trobant-se l'acompanyant a 2,5 segons d'arc de l'estel principal. La companya estel·lar és un estel tènue, havent estat catalogat des de magnitud 7 a magnitud 11.